# Le Sixième Jour
Pour les articles homonymes, voir Le Sixième Jour (homonymie).
Pour plus de détails, voir Fiche technique et Distribution.
Le Sixième Jour (اليوم السادس, Al Yawm al sadis) est un film dramatique égyptien réalisé par Youssef Chahine, sorti le 3 décembre 1986.
Adapté du roman éponyme d'Andrée Chedid paru en 1960, le film a pour interprètes principaux la chanteuse et actrice franco-italienne ayant grandi en Egypte Dalida, Maher Ibrahim et Mohsen Mohieddin.
Le Sixième Jour est aussi le titre d'une chanson inspirée du film, chantée par Dalida et éditée en 1986.

## Synopsis
Saddika Om Hassan vit avec son mari paralysé, et son petit-fils Hassan, au Caire. Le choléra a tué la plupart des habitants de son ancien village, et a gagné la ville. L'instituteur est atteint et emmené à l'hôpital. Avant que les ambulanciers ne l'emmènent, il affirme qu'il reviendra le sixième jour, car : « le sixième jour, ou on meurt, ou on ressuscite… »
Saddika, la belle lavandière cairote, tente de protéger son petit-fils Hassan de la terrible épidémie de choléra qui frappe le Caire. Peu satisfaite de son ménage mais résignée, elle espère encore secrètement le prince charmant. Okka, une nouvelle connaissance dans sa vie très fermée – la famille l'a enfermée en sous-sol –, révèlera la femme derrière la mère courage.

## Fiche technique
- Titre original : اليوم السادس, Al Yawm al sadis
- Titre français : Le Sixième Jour
- Réalisation : Youssef Chahine
- Scénario : Youssef Chahine, Andrée Chedid d'après son roman.
- Musique : Omar Khayrat
- Durée : 1h46

## Distribution
- Dalida : Saddika / Sadika / Sadiqa
- Youssef Chahine : Rafah - le directeur du cinéma
- Mohsen Mohieddin : Okka
- Shouweikar : Chahat
- Hamdy Ahmed : Saïd
- Salah El-Saadany : Chabat

## Promotion, accueil critique et box-office
Dalida fait une exceptionnelle promotion pour ce film, censé sortir le 3 décembre 1986. Elle apparaît notamment chez Patrick Poivre D’Arvor dans son émission « À la folie, pas du tout », parmi tant d’autres plateaux télévisés.
La critique sera unanimement positive, reconnaissant à Dalida son talent d’actrice dramatique, qu’elle a toujours voulu montrer depuis ses premiers tournages.
Mais malgré une critique extrêmement positive, et malgré une énorme promotion, le film, depuis sa sortie, ne compta que 53 118 entrées dans toute la France. Il faut dire que 2 gros films entraient aussi en cinéma ce jour-là, « Le passage » et « Astérix chez les Bretons ».